# 홀로세 해진
홀로세 해진(Holocene glacial retreat) 또는 후빙기 해진은 홀로세 최종 빙기 극대기 당시 확대되었던 빙하가 다시 전 세계적으로 후퇴(퇴빙)하면서 발생한 지리학적 현상이다. 빙하 후퇴는 약 1,9000년 전부터 시작되어 약 15,000년 전부터는 가속화되기 시작했다. 11,700년 전 갑작스러운 온난화로 시작된 홀로세 시기에는 북아메리카와 유럽의 남은 빙상이 빠르게 녹아내렸다.

## 지리적 변화

### 남극

라르센 B 빙붕의 파편은 2005년까지 남다 사라졌다.

방사성 연대 측정 결과 알렉산더섬의 빙하 후퇴 시기를 18,000년 전으로 추정하는데 성공했다. 마거리트만 같은 남극 본토 가장 바깥쪽 지역은 12,000년 전 완전히 녹았고, 내륙 지역은 이후 3천년간 빙하가 계속 후퇴했다. 라르센 빙붕은 홀로세 초기 형성된 것으로 늦어도 10,700년 전으로 추정된다. 라르센 A 빙붕의 경우 1995년에, 라르센 B 빙붕의 경우 2002년 빙붕 대부분이 붕괴되었다.

### 뉴질랜드
지난 30년간 대부분 지역에서 지속적으로 빙하가 후퇴했으나 뉴질랜드 남알프스 지역의 빙하는 전진했다. 뉴질랜드와 같이 해안 인근에 있는 빙하는 특히 기후 변화에 민감하게 반응하며 지역 기후 변화의 지표 역할을 한다. 뉴질랜드 테즈먼해 인근 해역의 온난화로 홀로세 이후 지속적으로 빙하 질량균형이 무너질 가능성이 높다.

## 같이 보기
- 퇴빙
- 빙후 녹화
- 홀로세 초기 해수면 상승